# Super Trouper (musikalbum)
Super Trouper är det sjunde studioalbumet av den svenska popgruppen Abba. Det släpptes 3 november 1980. Albumet producerades av Benny Andersson och Björn Ulvaeus, som även skrev samtliga sånger på albumet.

## Historik
Inspelningen av material till albumet påbörjades 4 februari 1980, efter att Andersson och Ulvaeus kommit hem från en låtskrivarresa till Barbados. Den första melodin man spelade in var Andante, Andante. Dock kom albumet att innehålla en ännu äldre låt; The Way Old Friends Do togs med som liveinspelning från gruppens konsertturné och inspelningen gjordes på Wembley Arena i London i början av november 1979.
21 juli 1980 släppte gruppen den internationellt framgångsrika singeln The Winner Takes It All, vilket blev det första nyskrivna materialet som släppts från gruppen sedan hösten 1979. B-sidan på singeln, Elaine, kom att utelämnas från studioalbumet.
3 oktober, en månad innan albumsläppet, bokades gruppens musiker in till Polarstudion, för att spela in Andersson och Ulvaeus nya melodi, som hade arbetsnamnet Blinka lilla stjärna. Snart skrevs en text med titeln Super Trouper. På kvällen 3 oktober togs omslagsfotografiet till albumet, som vid detta läge hade den planerade titeln Piccadilly Circus. Läs mer om omslagsfotograferingen nedan. 
Samtidigt som det bestämdes att Super Trouper skulle tas med på albumet, valde man att plocka bort den färdiginspelade sången Put on Your White Sombrero, som därmed förblev outgiven tills den togs med i sin helhet på CD-boxen Thank You for the Music 1994.
Super Trouper släpptes som singel samtidigt som albumet och i början av 1981 släpptes Lay All Your Love on Me som singel. Ytterligare spår från albumet släpptes som singelskivor i olika delar av världen, däribland On and On and On, som blev en hit i Australien, och Happy New Year. Den sistnämnda äntrade dock ingen singellista förrän den återutgavs på CD under 2000-talet. Sin högsta placering i Sverige nådde sången i januari 2008, då den klättrade till plats 4 på Sverigetopplistan.
I spansktalande länder byttes inspelningarna av Andante, Andante och Happy New Year ut till gruppens spanskspråkiga versioner av dessa sånger.
Första gången som Super Trouper släpptes på CD var på Atlantic Records 1983. Ytterligare några CD-utgåvor släpptes under åren innan albumet remastrades och återutgavs internationellt 1997. Albumet har sedan blivit remastrat ånyo 2001, 2005 som en del av boxen The Complete Studio Recordings samt 2011 som en deluxeutgåva med en bonus-DVD.

### Omslagsbild
Den ursprungliga tanken med omslagsfotografiet var att det skulle göras en session på Piccadilly Circus i London tillsammans med cirkusartister och djur. Planerna övergavs, men cirkustemat behölls. 3 oktober 1980 togs omslagsfotot (bild) av Lars Larsson i Europa Film Studios i Bromma. Riktiga cirkusartister under ledning av François Bronett hade engagerats till studion, därtill vänner, kollegor och anställda på Polar Music som agerade "statister" runt gruppen. Bland de medverkande kan nämnas Tomas Ledin, Björn Skifs, Bengt Palmers och Görel Hanser.
Samtidigt passade gruppens musikvideoregissör Lasse Hallström på att filma gruppen och folksamlingen och materialet från denna dag användes i musikvideorna Super Trouper och Happy New Year (samt den spanskspråkiga versionen av den sistnämnda; Felicidad).

## Låtlista
Alla låtar skrivna av Björn Ulvaeus och Benny Andersson.
Sida ett
1. "Super Trouper" - 4:11
2. "The Winner Takes It All" - 4:55
3. "On and On and On" - 3:40
4. "Andante, Andante" - 4:39
5. "Me and I" - 4:54

Sida två
1. "Happy New Year" - 4:23
2. "Our Last Summer" - 4:19
3. "The Piper" - 3:26
4. "Lay All Your Love on Me" - 4:33
5. "The Way Old Friends Do" (live) - 2:57

Total speltid: 42:06

### Bonusspår på CD-utgåvorna
- Super Trouper blev remastrat och återutgivet 1997 med tre bonusspår:

1. Gimme! Gimme! Gimme! (A Man After Midnight)
2. Elaine – 3:44
3. Put on Your White Sombrero – 4:34

- Super Trouper blev remastrat och återutgivet 2001 med två bonusspår:

1. Elaine – 3:44
2. Put on Your White Sombrero – 4:34

- Super Trouper blev remastrat och återutgivet 2005 som en del i CD-boxen The Complete Studio Recordings med tre bonusspår:

1. Elaine – 3:45
2. Andante, Andante (spansk version) (spansk översättning – Buddy McCluskey, Mary McCluskey) – 4:40
3. Felicidad (spansk version av Happy New Year) (spansk översättning – B. McCluskey, M. McCluskey) – 4:24

- Albumet blev remastrat och återutgivet som en deluxeutgåva 9 maj 2011 med en bonus-DVD och följande bonusspår:

1. Elaine – 3:45
2. On and On and On (fullängd, stereo mix) - 4:15
3. Put on Your White Sombrero - 4:34
4. Andante, Andante (spansk version) – 4:40
5. Felicidad (spansk version av Happy New Year) – 4:24

- Bonus-DVD:n innehåller följande:

1. Abba On German TV (Show Express, ZDF)
  1. The Winner Takes It All
  2. Super Trouper
  3. On And On And On
2. Happy New Year (SVT)
3. Words and Music (Dokumentär)
4. Somewhere in the Crowd There's You – On Location with Abba (klipp från omslagsfotograferingen)
5. Super Trouper (musikvideo)
6. Happy New Year (musikvideo)
7. Super Trouper TV-reklam I (Storbritannien)
8. Super Trouper TV-reklam II (Storbritannien)
9. Internationellt omslagsgalleri

## Medverkande
Abba
- Benny Andersson – synthesizer, klaviatur, sång
- Agnetha Fältskog – sång
- Anni-Frid Lyngstad – sång
- Björn Ulvaeus – akustisk gitarr, sång

Övriga
- Ola Brunkert – trummor
- Lars O. Carlsson – valthorn
- Rutger Gunnarsson – elbas, stråkarrangemang
- Jan Kling – flöjt, saxofon
- Per Lindvall – trummor
- Janne Schaffer – gitarrer
- Åke Sundqvist – slagverk
- Mike Watson – bas
- Lasse Wellander – gitarrer
- Kajtek Wojciechowski – saxofon

- Producenter: Benny Andersson, Björn Ulvaeus
- Ljudtekniker: Michael B. Tretow
- Arrangörer: Benny Andersson, Björn Ulvaeus
- Albumdesign: Rune Söderqvist

- Remastrad 1997 av Jon Astley och Tim Young med Michael B. Tretow
- Remastrad 2001 av Jon Astley med Michael B. Tretow
- Remastrad 2005 av Henrik Jonsson för The Complete Studio Recordings

## Övrigt
- En "super trouper" är en stor spotlight för scenbruk.

## Listplaceringar
| Lista (1980-1981) | Topplacering |
| ----------------- | ------------ |
| Argentina         | 2            |
| Australien        | 5            |
| Belgien           | 1            |
| Finland           | 2            |
| Frankrike         | 8            |
| Japan             | 8            |
| Kanada            | 4            |
| Mexiko            | 1            |
| Nederländerna     | 1            |
| Norge             | 1            |
| Nya Zeeland       | 5            |
| Schweiz           | 1            |
| Spanien           | 4            |
| Storbritannien    | 1            |
| Sverige           | 1            |
| Västtyskland      | 1            |
| Zimbabwe          | 1            |
| Österrike         | 3            |

### Fotnoter
1. ↑  ”ABBA Annual 1980”. Arkiverad från originalet den 3 maj 2005. https://archive.is/20050503185904/http://www.abbaannual.com/1980.htm. Läst 3 december 2010.
2. ↑  Information i Svensk mediedatabas.
3. ↑  ABBA - människorna och musiken, Carl Magnus Palm, sid 183.
4. ↑  ABBA - The complete recording sessions, Carl Magnus Palm, 1994, sid. 91
5. ↑  ABBA - människorna och musiken, Carl Magnus Palm, sid 184.
6. 1 2  ABBA - The complete recording sessions, Carl Magnus Palm, 1994, sid. 102
7. ↑  swedishcharts.com
8. ↑  ABBA - människorna och musiken, Carl Magnus Palm, sid 128.
9. 1 2 3 4 5 6 7 8 9 10 11 12 13 14  ABBA - Super Trouper Arkiverad 12 december 2010 hämtat från the Wayback Machine.
10. 1 2  Listplacering
11. ↑  ”Listplacering”. Arkiverad från originalet den 10 november 2012. https://web.archive.org/web/20121110084312/http://charts.org.nz/showitem.asp?interpret=ABBA&titel=Super+Trouper&cat=a. Läst 6 januari 2011.
12. ↑  Listplacering